# Paul Sava
Paul Sava est un astronome roumain naturalisé américain.
Diplômé en géophysique en 1995 à l'Université de Bucarest, il obtient sa maîtrise et son doctorat à l'Université Stanford en 1998 et 2005 respectivement.
Le Centre des planètes mineures le crédite de la découverte de l'astéroïde (211172) Tarantola,, réalisée le 2 mai 2002, avec la collaboration de Joseph A. Dellinger.